# Övervakningskamera

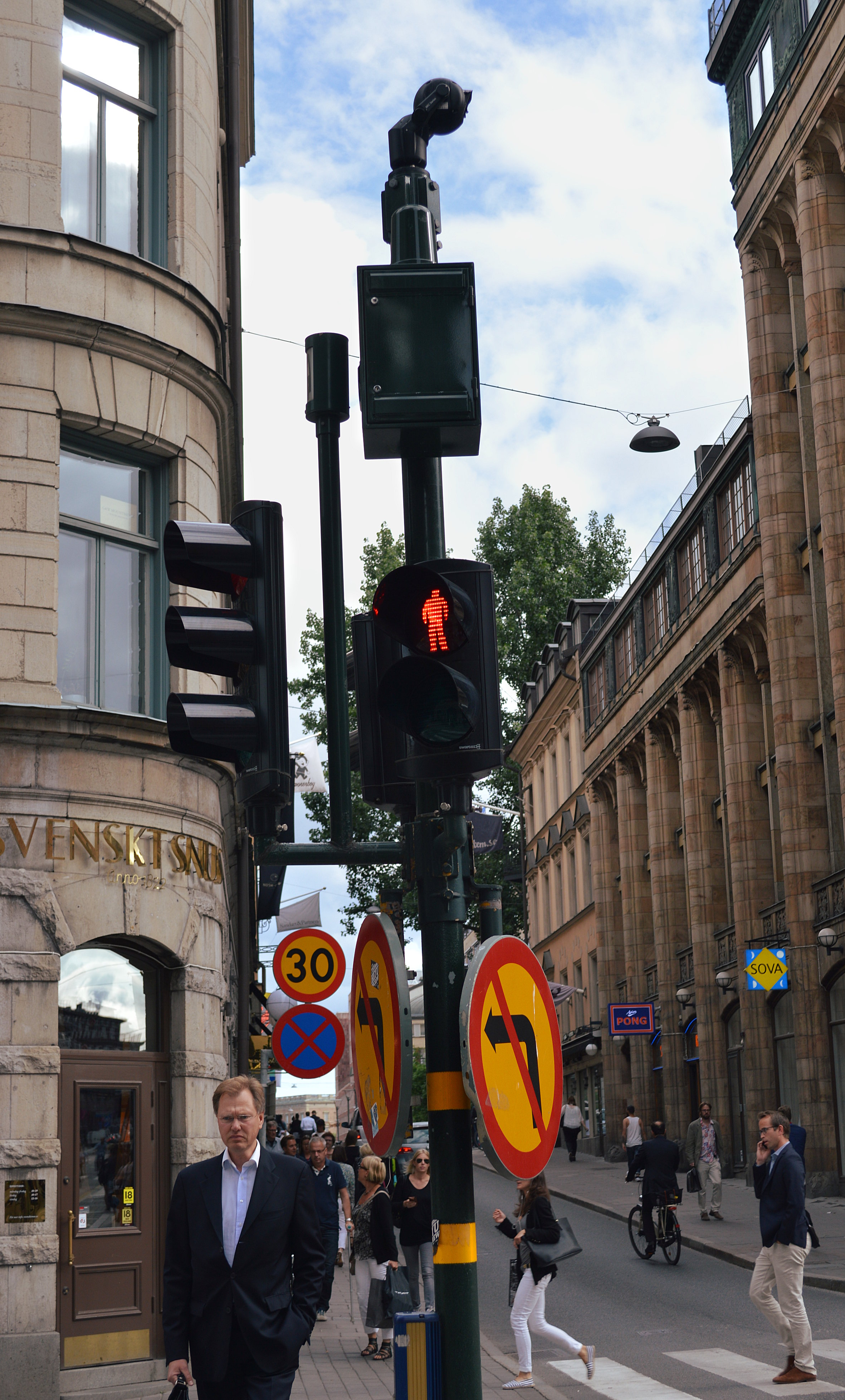
Övervakningskamera (monterad högst upp på stolpen för trafikljusen) ägd och använd av polisen, placerad på Kungsgatan i Stockholm. Denna typ av kamera kan vridas i både sid- och vertikalled samt zooma.

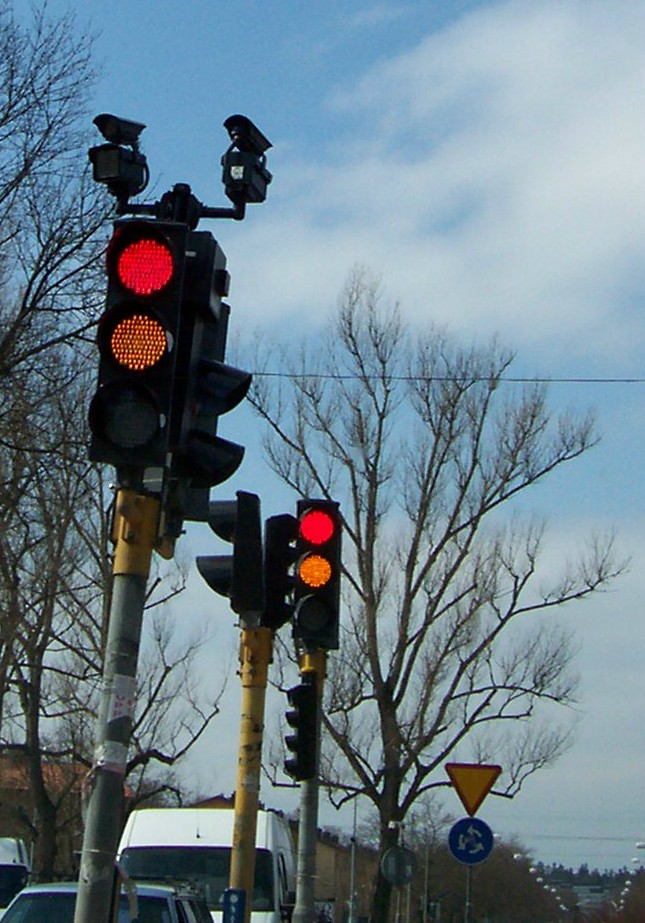
Trafikövervakningskameror i Stockholm.

Övervakningskamera (bland flera andra namn – se avsnittet: Namn) är en kamera som används i syfte att övervaka en plats, så kallad kameraövervakning. Övervakningskamerans bild visas mestadels upp på en bildskärm på en plats där övervakning kan ske utan andras insyn. I många fall spelas även bildmaterialet in. Övervakningskameror lagrar inspelade bilder och videoklipp på en band-, hårddisk- eller lagringsserver.

## Namn
Kameror för övervakning förekommer under flera olika benämningar. Förekommande exempel:
- Övervakningskamera
- Bevakningskamera
- Säkerhetskamera
- Trygghetskamera (nyspråksbegrepp enligt etikprofessor Susanne Vigortsson Yngvesson)[2]
- CCTV (från engelska: Closed-circuit television)

## Tekniktrender
Analoga kameror var vanligast förr, men nu ligger tyngdpunkten på digitala IP-kameror. Analogt överförs bilden i koaxialkabel, medan IP-kamerors bild kan överföras via objektets datornät. Olika omvandlare kan dock möjliggöra överföring av bilderna via olika kablage. Ofta har IP-kameror composite-video ut via BNC-kontakt. Trådlösa kameror blir också allt vanligare. Olika användningsområden ställer olika krav på kvaliteten och bildupplösning. Man pratar om överblick, igenkänning och identifiering (ansiktsbild). Det blir allt vanligare att digitala kameror har algoritmer för att detektera särskilda händelser och till exempel skicka en signal om att en händelse ägt rum; till exempel att räkna människor som passerar eller detektera om någon korsar en gräns.
Analoga system har fördelen att de inte har någon större fördröjning mellan kameran och den visade bilden, medan digitala system har en kortare fördröjning som typiskt är mindre än en sekund.
Inspelningen som tidigare skedde på speciella videobandspelare, övergår under 2000-talet mer till speciella digitala lagrare (DVR) och nu är tyngdpunkten på vanliga PC-datorer och i större installationer på servernivå.

## Modeller

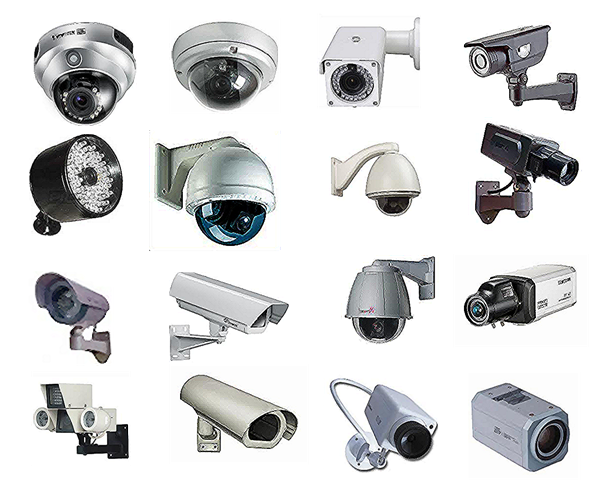
Övervakningskameror i olika utföranden.

Övervakningskameror finns i olika modeller och utföranden. Vanligast är fasta kameror, som är helt fixerade, medan rörliga kameror blir allt vanligare. Vissa kameror är anpassade för att klara speciella situationer som hög värme, stark sol och hårda slag.

### Boxkamera

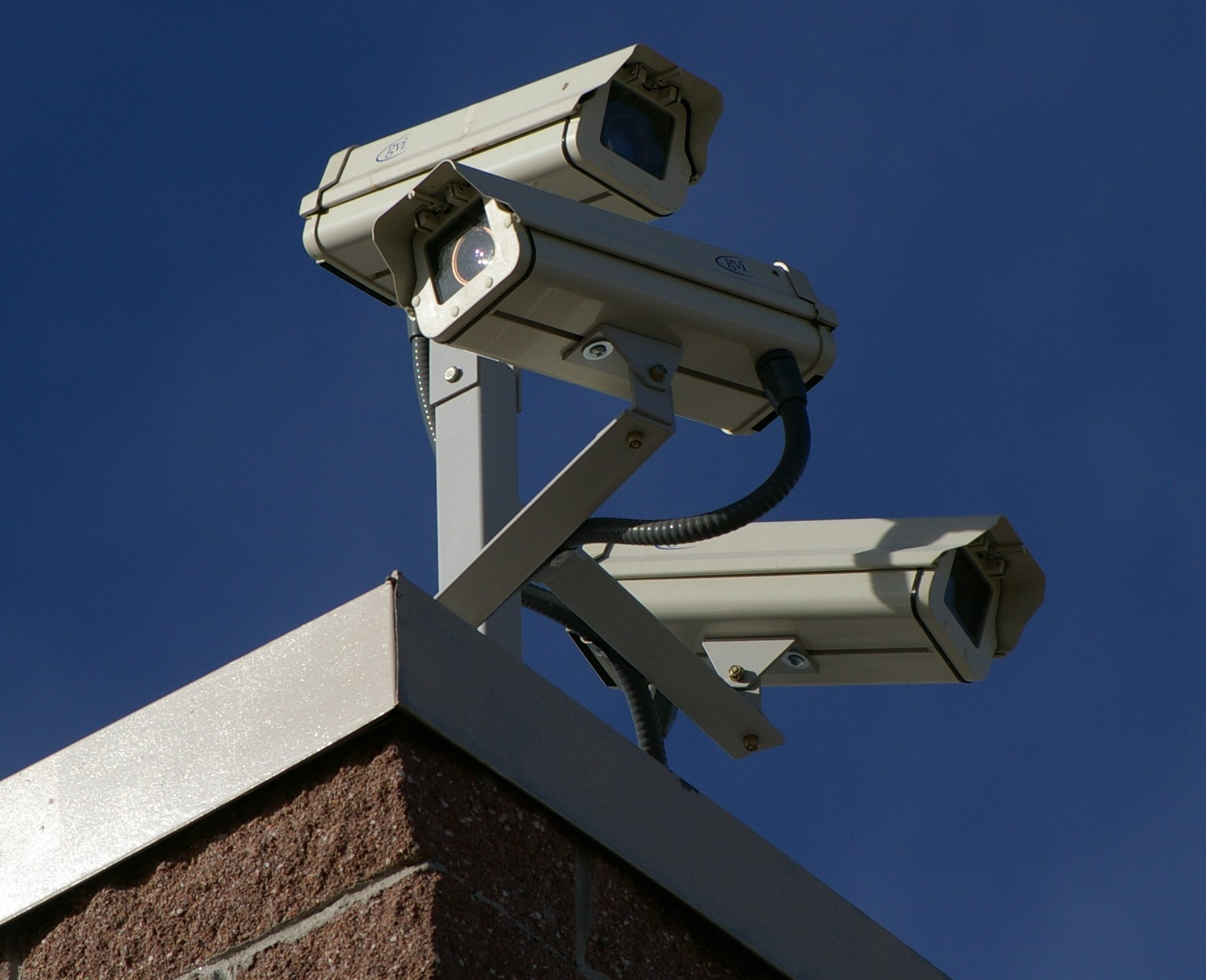
Boxkameror i kamerahus utomhus.

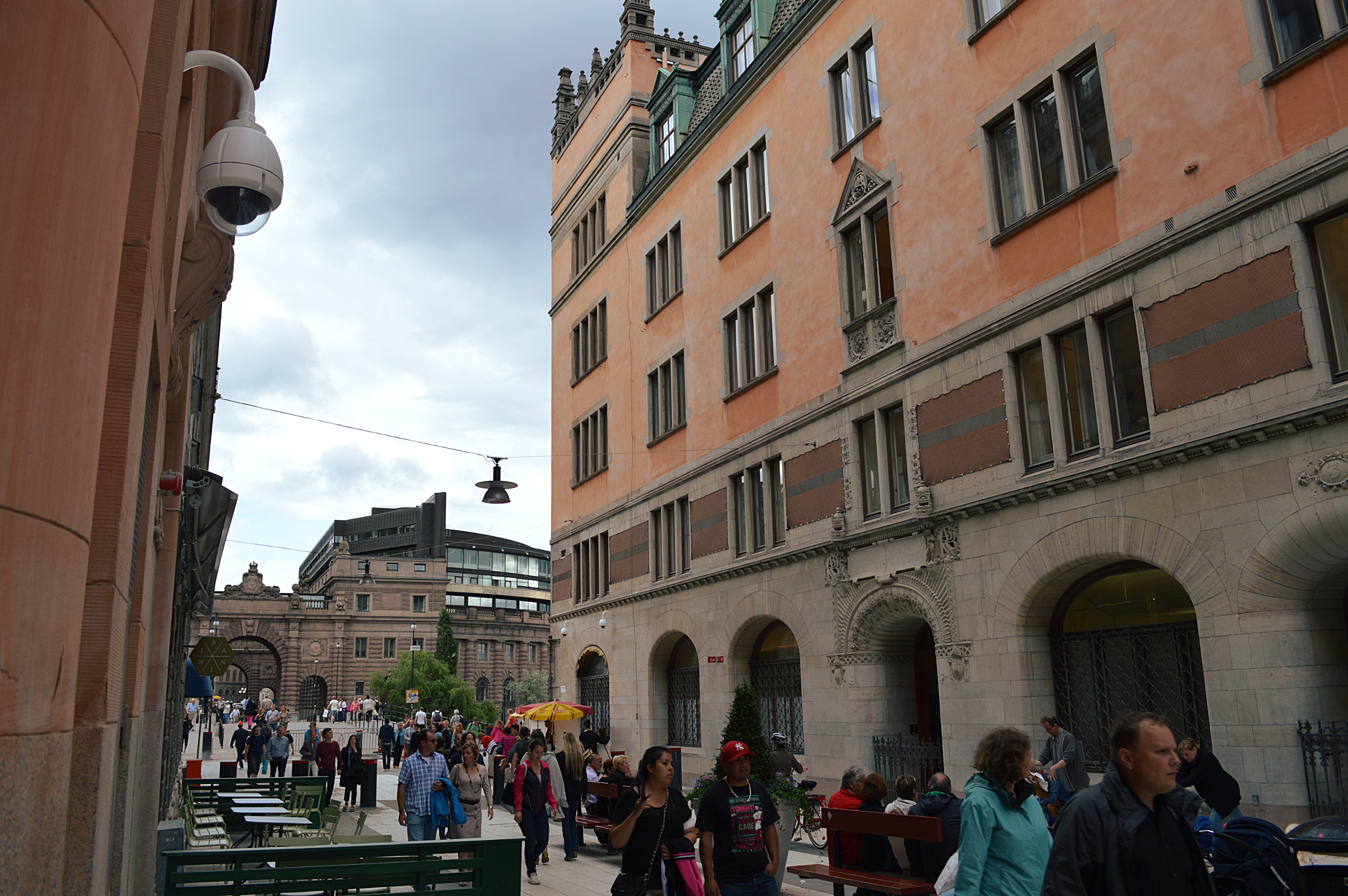
Kupolkamera på Drottninggatan i Stockholm.

Det är en fyrkantig, avlång låda med objektivet utanför lådan. Har ofta standardfäste för objektiv, samt standardskruvfäste på ovan/undersidan att ansluta tak/vägg fäste med. Den levereras normalt inte med lins, utan denna monterar man dit vid installation.
Detta är den vanligaste kameramodellen inomhus. Sätts i kamerahus för utomhusmiljöer.

### Kupolkamera

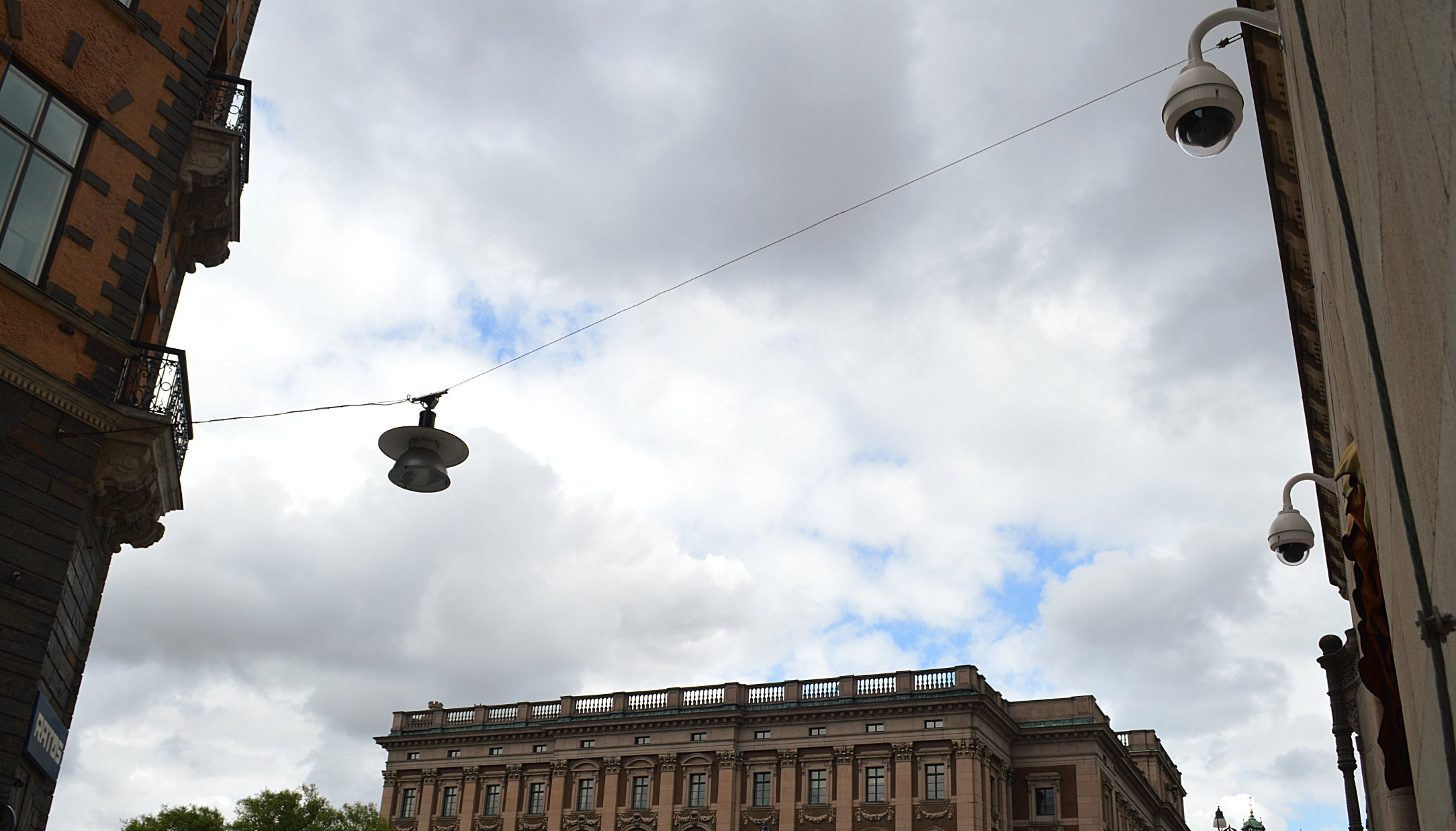
Två exempel på så kallade kupolkameror, monterad på väggen till Rosenbad i regeringskvarteren på Drottninggatan strax intill Riksbron.

Här sitter kameran helt inkapslad i en kupa av slagtåligt glas eller plast. Själva kameran är ofta lite mindre än boxkameran, men ger ofta lika bra bild. I denna kameramodell sitter linsen ofta fast i kameran och kan inte bytas ut. Nästan uteslutande med varifokallins. Monteras direkt på vägg/tak via hål i kamerahuset. Detta är den näst vanligaste kameramodellen. Finns ofta som "vandalklassad" modell där höljet är extra tåligt för yttre påverkan. En uttalad avsikt med Kupolkameror är att det knappast syns så åt vilket håll de pekar och då ger intrycket av att allt runtomkring kan ses av kameran.

### Pan,Tilt,Zoom-kamera (PTZ)
Pan, Tilt, Zoom-kameran (PTZ) är rörlig då den kan panorera (vrida sig i sidled) samt tilta (vrida sig uppåt och nedåt), och har en zoombar lins. Små motorer vrider kameran samt styr zoomlinsen, vilket gör att kameran kan styras på avstånd. Har fördelen att de kan användas både för översikt samt att zooma in på önskat objekt för detaljbild/identifiering. PTZ-kameror finns i huvudsak i två varianter, där den ena kallas speed-domekamera då den ser ut som en kupolkamera; inkapslad i en ungefärlig halvsfär och är rörlig innanför höljet. Monteras direkt på speciella vägg/takfästen. Den andra varianten av PTZ-kameror är en boxkamera med pan-tilt-huvud som gör att den kan röra sig.

### Tubkamera
Hela kameran ser ut som en avlång cylinder. Brukar vara förberedd med vinklingsbar fot för montage. Fast lins. Finns som "dörrkik-kamera" också.

### Boardlenskamera
Kretskortskamera med fast, utbytbar lins. Ofta monterad i dolda installationer typ rökdetektor etc.

### Värmekamera
Detta är en kamera som bara ser värmestrålning. Linsen brukar bestå av germanium. I bilden representeras intensiteten av värmestrålningen antingen av en gråskala eller med falska färger i en färgskala. Värmekameror kan se skillnader i hundradels grader. Genererar en bra bild med mediumstora detaljer i svart/vitt, men bara på saker med olika temperaturer. De är oftast inhysta i en låda och ser därmed ut som boxkameran.

## Platser där övervakningskamera används
- Affärer och köpcentrum
- Banker
- Bankomater

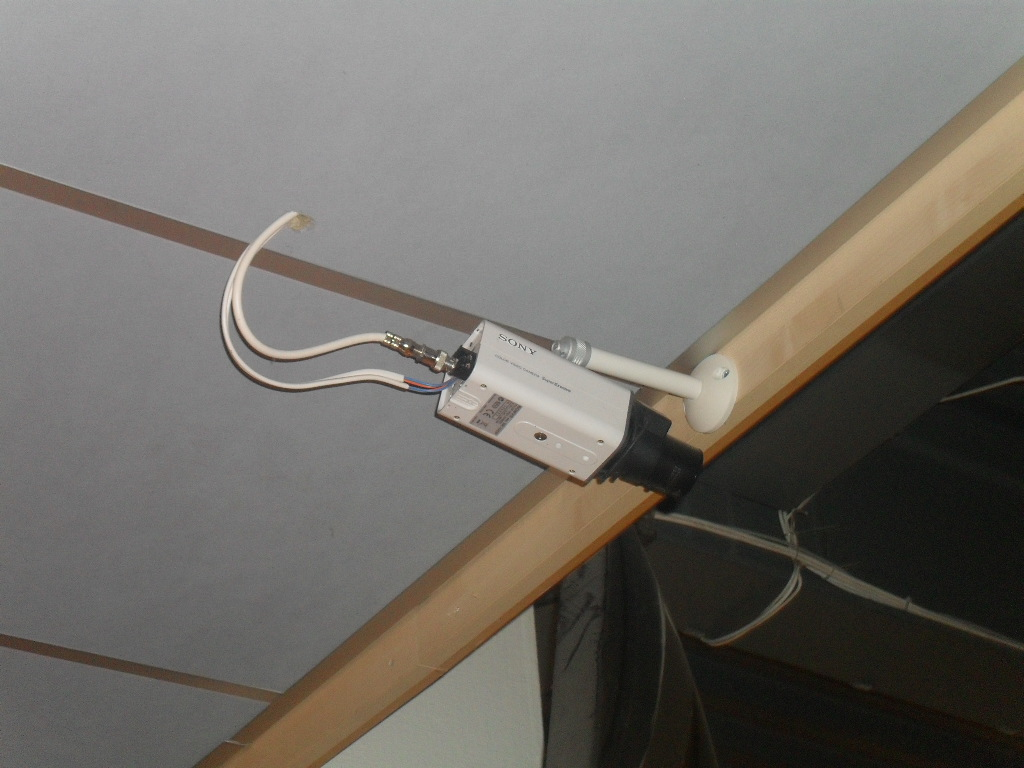
En övervakningskamera.

- Bilvägar, ofta tunnlar eller broar
- Bussar[5]
- Parkeringar och parkeringshus
- Taxibilar
- Varuhus
- Tunnelbana
- Tåg[5]
- Järnvägsstationer[3]
- Industriområden och hamnar
- Torg och stadsdelar[6]